# Або Тбіліський
Або Тбіліський чи Або Тбілелі, Хабо Тпілелі (груз. აბო თბილელი, ჰაბო ტფილელი; 756/758, Багдад — 6 січня 786, Тбілісі) — мученик (пам'ять 8 січня), православний святий, небесний покровитель міста Тбілісі. Кілька років Або був ув'язнений за те, що сповідував християнство. Через відступництво від своєї віри, постав перед мусульманським судом і після відмови прийняти знову іслам 6 січня його було вбито мечем, а тіло спалено.

## Життя Святого Або

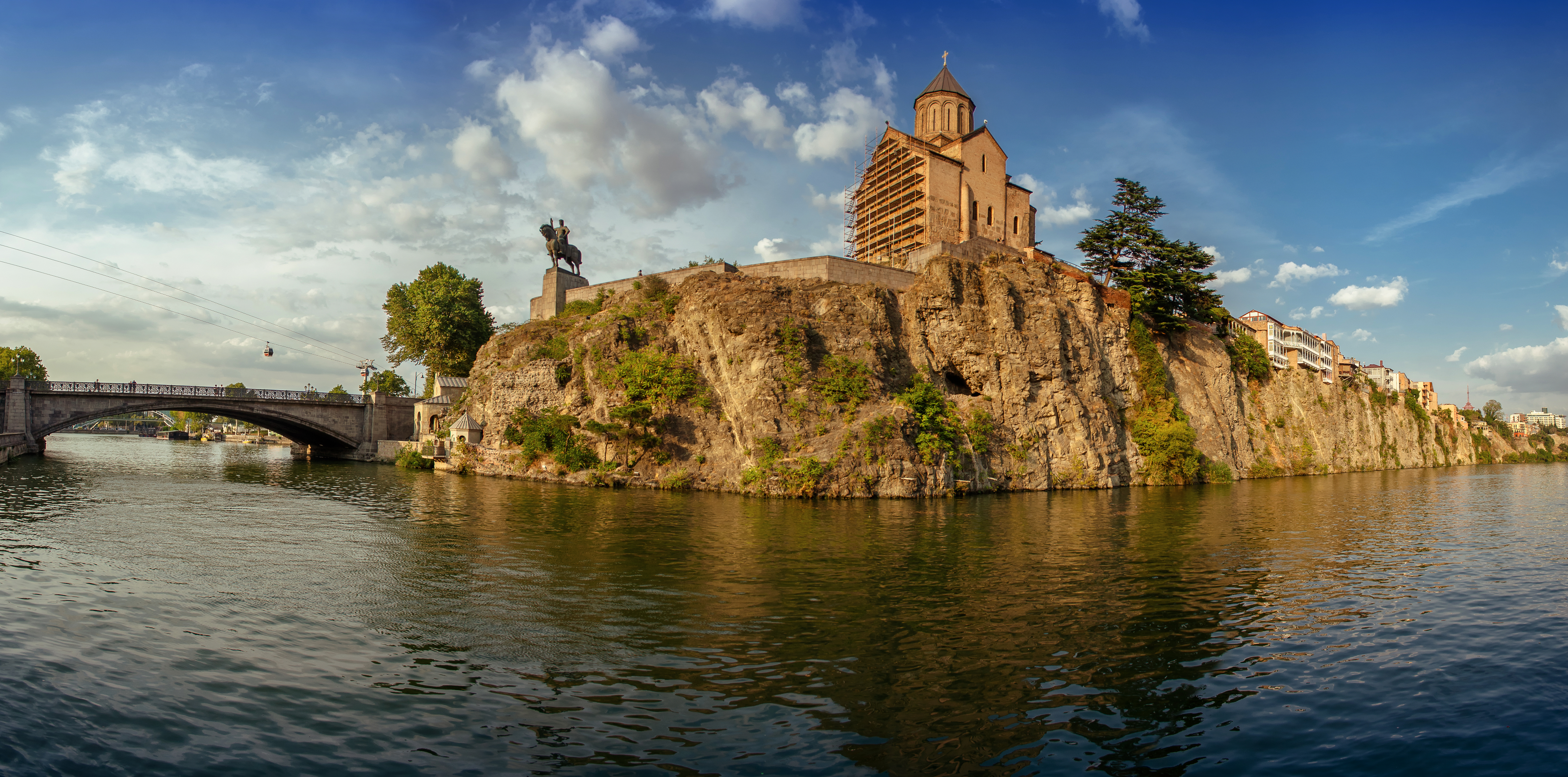
Храм Успіння в Метехі

Святий Або, араб за національністю, народився в Багдаді й від народження сповідував іслам. Займався в Багдаді виготовленням запашних олій. У 18 років полишив Багдад і винайнявся на службу до грузинського священика, після чого запалав любов'ю до християнства. Прибув у Тбілісі, підвладному Арабському халіфату, у 775 році в почті грузина Нерсе, правителя царства Картлі; Нерсе пробув у Багдаді три роки у в'язниці за доносом, був виправданий халіфом і відпущений у Грузію. Під час перебування в Тбілісі Або відчув схильність до християнської віровизнання. Попервах вступаючи в богословські дебати з християнами, відтак він повірив у їхню сторону. У 781 році Нерсе втік до Хазарії, а з ним і Або, який під час перебування в Хазарії охрестився, а потім подвижничав в Абхазії. Навернувшись до християнської віри, Або тим самим наразив себе на переслідування й гоніння мусульман, що під той час панували в Грузії. Тому він був змушений мандрувати на північ від Каспійського моря і на деякий час зупинився, як зазначено, в Абхазії. І лише у 782 році повернувся до Тбілісі, де проповідував християнство арабам. В 785 році за наказом арабського еміра він був кинутий за ґрати і в день Хрещення Господнього скараний на смерть. Тіло мученика спалили, а попіл кинули в овечій шкурі до річки Кури. На цьому місці, за переданням, були видіння стовпоподібного світла.
Свідок діяльності Або, Іоане Сабанідзе, описав його діяння й мучеництво, за благословенням католикоса Картлі Самуїла VII; цей твір — одне з найдавніших джерел з історії Грузії та літературна пам'ятка, написана під впливом проповіді Василія Великого про 40 севастійських мучеників, Ареопагітик, а також різних грузинських житій. Твір уходив у склад кількох агіогафій і неодноразово перероблювався. На місці спалення тіла Або, на березі Кури, в XIII столітті поставлено знаменитий Метехський храм.